# Kaspar Colonna von Fels

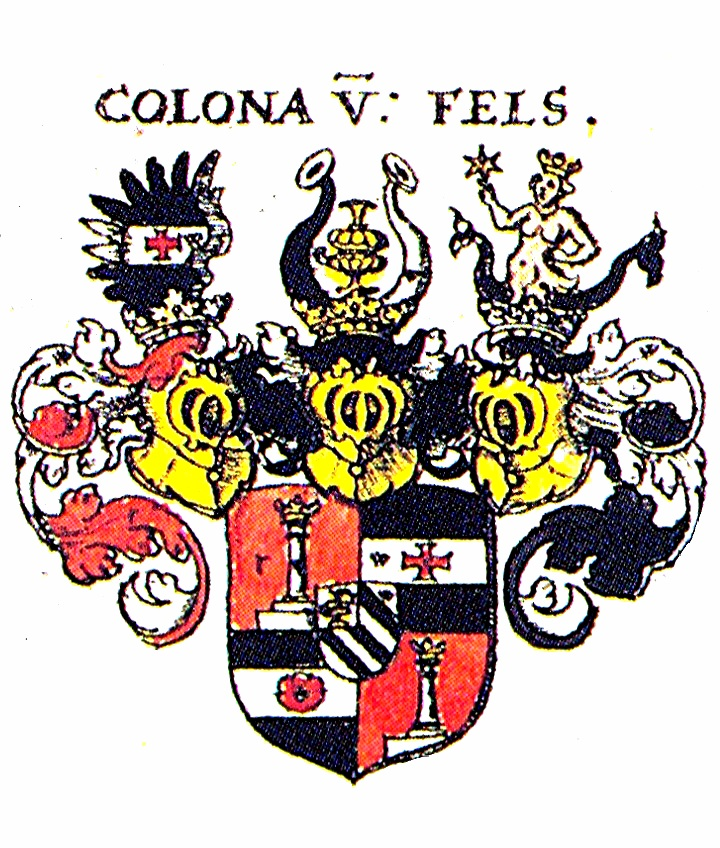
Wappen der Colonna von Fels

Graf Kaspar Colonna von Fels, gelegentlich auch Kolonna, (* 1594; † 31. März 1666 in Oppeln) war ein deutscher Offizier, kaiserlicher und königlich-polnischer Rat sowie Kammerherr.

## Leben
Er war Angehöriger des Adelsgeschlechts Colonna von Fels, das ursprünglich aus der Grafschaft Tirol stammte.  Leonhard Colonna Freiherr von Fels und der Ursula geborene Freiin Kragjrz z Kraigk waren seine Eltern.
Er wurde protestantisch erzogen, konvertierte aber vermutlich später zum Katholizismus. Am 7. November 1620 immatrikulierte er sich an der Universität Altdorf. Da seine Familie unter Leitung seines Onkels Graf Leonhard Colonna von Fels am 23. Mai 1618 am böhmischen Aufstand beteiligt war, ließ der Kaiser alle Güter der Colonnas konfiszieren. Kaspar Colonna war weniger involviert, emigrierte aber sicherheitshalber nach Schlesien und erwarb dort die Herrschaft Kotulin bei Groß-Strehlitz. Dort heiratete er auch Antonia Sidonia Kunigunde von Kolowrat-Liebsteinsky. 1633 wurde Colonna durch Fürst Ludwig I. von Anhalt-Köthen in die Fruchtbringende Gesellschaft aufgenommen. Der Fürst verlieh ihm den Gesellschaftsnamen der Zertreibende und das Motto die Galle. Als Emblem wurde ihm Erdrauch oder Taubenkörbel (Fumaria officinalis L.) zugedacht. Im Köthener Gesellschaftsbuch findet sich Colonnas Eintrag unter der Nr. 211. Dort ist auch das Reimgesetz zu finden, das er anlässlich seiner Aufnahme verfasst hatte:
Erdrauch ein kleines kraut, die Galle wohl Zertreibet,
Gekocht genommen ein, daher der leib verbleibet,
Vom Fiebervnverletzt; Zertreibend mir der Nahm
Jnbittrer Fiebergall, vnbillich nicht Zu kahm,
Alß ich dardurch genaß: So werde nuhn Zertrieben
Der laster bittrigkeit, wan wir einander lieben
Jnß Geistes einigkeit, der treibet gifft vnd gall
Auß Adam angeerbt, vnd nimbt hinweg die quall.
Als Obrist der Kavallerie 1633 in schwedische Kriegsdienste getreten, kämpfte Colonna unter Graf Heinrich Matthias von Thurn vor dem Prager Frieden gegen Kaiser Ferdinand II. Später unterwarf er sich und wurde dafür mit Wirkung vom 2. August 1656 in den Reichsadelsstand Comes Palatinus Caesareus Perpetuus erhoben. Als am 7. Oktober 1664 in Brieg die Ehefrau von Herzog Georg III. von Brieg beerdigt wurde, vertrat Colonna Kaiser Ferdinand II. Zu dieser Zeit trug Graf Colonna den Titel eines kaiserlichen und königlichen polnischen und schwedischen Kämmerers und Obristen. Am 27. Juli 1660 kaufte er von Anna Elisabeth Krakowsky von Kolowrat, geb. Gräfin von Mettich das Gut Slawitz bei Oppeln für 5000 Taler. Im Alter von 72 Jahren starb Graf Kaspar Colonna am 31. März 1666 in Oppeln.

## Familie
Kaspar Colonna von Fels war vermählt mit Antonia Sidonia Kunigunde von Kolowrat-Liebsteinsky. Deren Kinder waren:
1. Georg Leonhard († 1684) 1.⚭ Margaretha von Sporck 2.⚭ Anna Maria von Studnitz
2. Carl Gustav (1630–1686) ⚭ Anna Margaretha von Schellendorf
3. Johanna Elisabeth (1632–1689) ⚭ Georg Heinrich von Roedern